# (5778) Jurafrance
(5778) Jurafrance es un asteroide perteneciente al cinturón de asteroides descubierto el 28 de diciembre de 1989 por Eric Walter Elst desde el Observatorio de la Alta Provenza, Saint-Michel-l'Observatoire, Francia.

## Designación y nombre
Designado provisionalmente como 1989 YF5. Fue nombrado Jurafrance en homenaje al Jura francés, un departamento en el este de Francia, que fue creado en 1674 desde la parte sur del Franco Condado. Ampliamente arbolado, el país se caracteriza por inviernos largos y severos. El río Ain, el queso Gruyère de los valles y el excelente vino (Arbois) hacen que su estancia sea muy agradable. 

## Características orbitales
Jurafrance está situado a una distancia media del Sol de 2,586 ua, pudiendo alejarse hasta 2,920 ua y acercarse hasta 2,251 ua. Su excentricidad es 0,129 y la inclinación orbital 14,01 grados. Emplea 1519,03 días en completar una órbita alrededor del Sol.

## Características físicas
La magnitud absoluta de Jurafrance es 11,9. Tiene 10,206 km de diámetro y su albedo se estima en 0,323. 